# Dabali Eceri
Dabali Eceri – wieś w Gruzji, w regionie Guria, w gminie Ozurgeti. W 2014 roku liczyła 324 mieszkańców.